# Velika Marišta
Velika Marišta es un pueblo ubicado en el municipio de Mionica, distrito de Kolubara, Serbia.

## Superficie
Cuenta con una superficie de 3,353 kilómetros cuadrados.

## Demografía
Hasta 2022 la población era de 195 habitantes, con una densidad de población de 58,16 habitantes por kilómetro cuadrado.
| 342                                                             | 348 | 279 | 252 | 253 | 276 | 292 | 186 | 195 |
| (Fuente: Population statistics of Eastern Europe & former USSR) |     |     |     |     |     |     |     |     |